# Newsjacking
Fænomenet Newsjacking handler om at kapre aktuelle begivenheder og ride med på deres medieomtale. Ordet blev skabt i 2011 af David Meerman Scott, der skrev bogen Newsjacking.
Fænomenet er opstået fordi firmaer har svært ved at skaffe medieomtale, der ryger på mediernes forsider. 
Newsjacking benytter mediernes higen efter at dække alle aspekter af en nyhed. Et klassisk eksempel var da Oakley gav solbriller til de 33 minearbejdere, der efter 69 dage under jorden kom op i dagslyset.
Det første danske eksempel på Newsjacking blev ifølge journalist Ernst Poulsen lavet af webshoppen Kondomaten, der i forbindelse med at daværende Europaminister Nicolai Wammen blev far - muligvis ved en fejl, lavede et tilbud med navnet "Nicolai Wammen-tilbud". 
Efter at Ernst Poulsen beskrev fænomenet i en artikel på Kommunikationsforum, har der været adskillige danske mere eller mindre vellykkede forsøg på newsjacking. 